# GLtron
GLtron is een open source-computerspel gebaseerd op de film Tron. Het kwam in in 1998 uit voor Linux onder de licentie GNU GPL. Twee jaar later kwam er een versie beschikbaar voor Microsoft Windows. De speler bestuurt een futuristische motor, die een spoor achterlaat, uit de film. In het speelveld zijn andere (computergestuurde) vijanden. Degene die de rand van het veld of het spoor van de motor raakt heeft verloren. Het doel van het spel is als laatste in het speelveld te overleven.

## Platforms
- Linux (1998)
- Windows (2000)